# Wu Ding
Wu Ding (chiń. 武丁), imię osobiste Zi Zhao – władca Chin z dynastii Shang. Według tradycyjnej chińskiej chronologii jego panowanie trwało w latach 1325–1266 p.n.e., współcześnie historycy datują jego rządy na lata 1250–1192 p.n.e.
Wu Ding jest pierwszym w pełni historycznym władcą w chińskiej historii, tzn. jego istnienie jest potwierdzone przez współczesne mu zapisy. Wcześniejsi władcy z dynastii Shang są znani tylko z kronik skompilowanych przez późniejszych kronikarzy i historyków, których wiarygodność bywała kwestionowana. Wu Ding był powszechnie uważany w późniejszej tradycji za jednego z najlepszych królów dynastii Shang, 

## Biografia
Urodził się jako Zi Zhao. Był synem króla Xiao Yi. Zgodnie z późniejszą tradycją, w szóstym roku panowania ojca otrzymał rozkaz osiedlenia się w miejscowości He (河), gdzie pobierał nauki. Jego nauczycielem był Gan Pan (甘盤). Po śmierci ojca wstąpił na tron. Jego stolicą było miasto Yin (殷), a Gan Pan został głównym ministrem.
Podczas swojego panowania prowadził liczne wojny znacznie rozszerzając granicę swojego królestwa, które pod koniec jego życia liczyło blisko 350 tysięcy km kwadratowych. Większość wojen toczył na zachodzie, gdzie zamieszkiwały na półkoczownicze ludy i plemiona. Zi Zhao zmusił ich do ucieczki na zachód, albo do przyjęcia zależności wasalnej. Przesuwając swoje granice na zachód, państwo Shangów po raz pierwszy zetknęło się z państwem Zhou. Państwo Zhou stało się wasalem Shangów.
Od swoich wasali Zi Zhao oczekiwał daniny oraz dostaw wojska na czas wojny. W zamian za to otrzymywali gwarancje pomocy w walce z własnymi wrogami.
Zi Zhao, jak wszyscy władcy z dynastii Shang praktykował wielożeństwo. Chcąc utrzymać lojalność sąsiednich plemion, poślubiał po jednej kobiecie z każdego z nich. Niektóre z jego ulubionych żon otrzymały stanowiska w administracji państwowej. Jedna z nich Fu Hao służyła jako dowódca wojskowy. Inna z żon Fu Jing, była odpowiedzialna za nadzorowanie produkcji rolnej.
Zi Zhao zmarł w pięćdziesiątym dziewiątym roku swojego panowania. Pośmiertnie otrzymał imię Wu Ding (武丁), a jego następcą został jego syn Zu Geng (祖庚).
Rządy Zi Zhao przyniosły Chinom rozwój w wielu dziedzinach m.in. medycynie, astronomii i kulturze. Rozwinięto technikę produkcji brązu, a także upowszechniono wykorzystywanie rydwanów.